# Anders Appelbom (1652-1721)
Anders Appelbom, född 10 november 1652 i Dorpt, död 22 maj 1721 i Stockholm, var en svensk militär.

## Biografi
Anders Appelbom föddes 1652 i Dorpt. Han var son till majoren Johan Appelbom och Anna Probsting. Appelbom blev i september 1659 student vid Uppsala universitet. Han blev friherre 18 juni 1719 och introducerades i riddarhuset som Appelbom med nummer 164. Appelbom avled 1721 i Stockholm och begravdes i Vallentuna kyrka.
Appelbom ägde gårdarna Kristineholm i Lohärads socken och Sörby i Fellingsbro socken.

### Familj
Appelbom gifte sig första gången 1691 med Catharina Margareta von Schönfelt (1659–1692). Hon var dotter till assessorn Greger von Schönfeldt av släkten von Schönfelt och Catharina Stiernhöök. De fick tillsammans en son (1692–1692).
Appelbom gifte sig andra gången 1697 med Brita Kristina Clerck (1675–1757). Hon var dotter till presidenten Hans Clerck i Göta hovrätt och Anna Bure. De fick tillsammans barnen Magdalena Christina Appelbom (1698–1777) som var gift med presidenten Gustaf Adolf Lagerfelt, Carl Appelbom och Otto Johan Appelbom (1708–1720). Efter Anders Appelboms död gifte Brita Kristina Clerck om sig med överdirektören Hans Ehrenpreus.